# 钦黛
钦黛（約1814年—1872年5月3日），尊号为底里摩诃亚达那明加拉黛维，是缅甸贡榜王朝国王敏东王的首位妻子，她被认为是敏东王最喜爱的妻子，她的妹妹林班王后也是敏东王的配偶。

## 生平
钦黛本名信迈黛，是一个名叫他漂的平民和其第一任妻子敏拉所生的女儿，他漂和第二任妻子生下的女儿就是后来的林班王后。
在她的父亲担任实皆市市长的时候，13岁的钦黛也成为了当时的王后湄努的侍女。她在1836年于阿瓦嫁给了沙耶瓦底王的儿子敏东亲王。当敏东亲王和他的弟弟加囊亲王逃到瑞波时，钦黛随行。当时敏东正在掀起一场叛乱，针对他的弟弟、当时的国王蒲甘王，敏东许诺钦黛，如果他能够登上王位，那么他将会加冕钦黛为首席王后。
敏东于1853年成为国王，然而他没有履行他的诺言册封钦黛为首席王后，因为钦黛出身平民，而首席王后往往都是王室出身，当时很多人，包括加囊亲王都希望敏东能够册封他的妹妹萨迦黛维为首席王后，于是敏东听从，迎娶萨迦黛维并加冕她为首席王后，但同时他也册封了钦黛为北宫王后，北宫王后的地位仅次于首席王后。作为王后，钦黛得到了八莫为封地，所以她也被称为八莫王后（Bhamo Mibaya）。
钦黛没有子嗣，但她收养了她妹妹林班王后的女儿萨林公主。
钦黛王后逝世于1872年5月3日，遗体被安葬在曼德勒皇宫北花园里，但是如今已经不在了。据说锡袍王在位期间，他下令挖出钦黛的遗体，并把其扔到了一处普通的葬地。